# Бейкър (езеро)
Вижте пояснителната страница за други значения на Бейкър.
Езерото Бейкър (на английски: Baker Lake) е 5-о по големина езеро в канадската територия Нунавут. Площта му, заедно с островите в него е 1887 км2, която му отрежда 23-то място сред езерата на Канада. Площта само на водното огледало без островите е 1783 км2. Надморската височина на водата е 2 м.
Езерото се намира в югозападната част на канадската територия Нунавут, на 200 км западно от Хъдсъновия залив. Дължината му от запад на изток е 96 км, а максималната му ширина от север на юг – 28 км.
Бейкър, за разлика от повечето канадски езера има слабо разчленена брегова линия, без характерните заливи, полуострови, протоци и острови. В южната и особено в източната му част има няколко по-големи острови (Саглик, Арлук, Николс, Кристофър, Боуъл и др.), като общата площ на островите в него възлиза на 104 км2.
В езерото се вливат две големи реки – Телон от северозапад и Казан от юг, а в източната му част, чрез два протока (канала) Северен и Южен Бейкър се оттича в залива Честърфийлд, западно от Хъдсъновия залив.
На северозападния бряг на езерото, в близост до устието на река Телон се намира малкото селище Бейкър Лейк, в близост до което има сезонно летище използвано през краткия летен сезон от стотици от любители на лова и риболова в района. Селището Бейкър Лейк е географският център на Канада.
Източният вход на езерото е открито през 1761 г. от британска морска правителствена експедиция, търсеща т.нар. „Северозападен проход“. Тридесет години по-късно, през 1790 г. друга британска морска експедиция, открива цялото езеро и устието на вливащата се в северозападния му ъгъл река Телон.
За първи път езерото Бейкър е изследвано и точно картографирано през 1893 г. от канадския геолог и картограф Джоузеф Тирел.